# Marcel Quertinmont
Marcel Querinmont (Erquelinnes, 20 giugno 1919 – Estinnes, 20 ottobre 1979) è stato un ciclista su strada belga.
Professionista durante gli anni della Seconda guerra mondiale ed in quelli immediatamente successivi colse il terzo posto nella Freccia Vallone 1944 battuto in una volata ristretta a quattro da Marcel Kint e Briek Schotte, con Jules Lowie a chiudere il quartetto di atleti che si giocò la vittoria.

## Palmarès

### Altri successi
- 1943

Criterium di Wanfercée-Baulet

## Piazzamenti

### Classiche monumento
- Liegi-Bastogne-Liegi

1943: 25º